# National Balancing Point

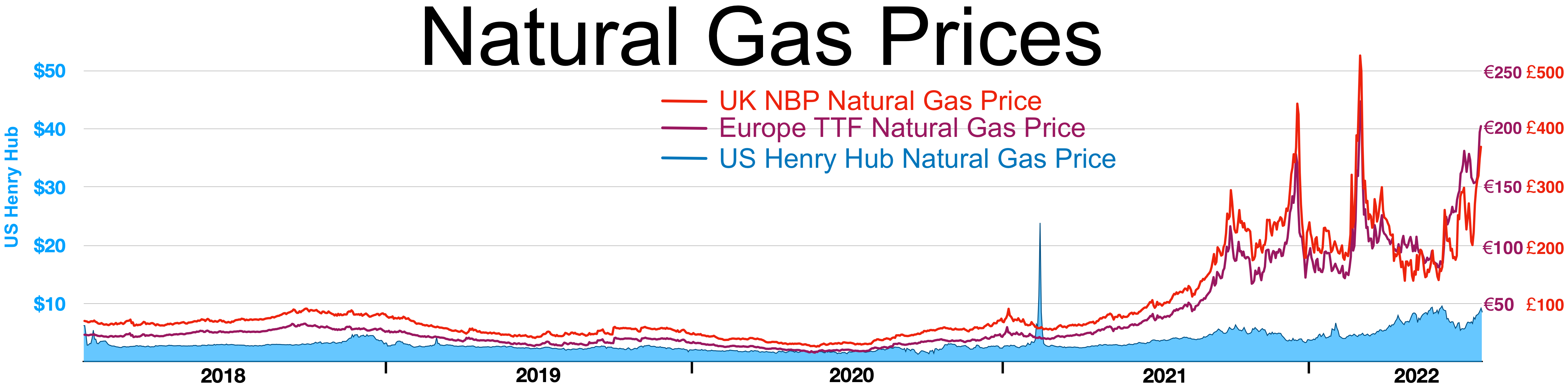
Prix du gaz naturel aux Pays-Bas (TTF), au Royaume-Uni (NBP) et aux États-Unis (Henry Hub)

Le National Balancing Point (NBP, pour Point d'équilibrage national) est le point virtuel d'échange de gaz de la zone de marché du Royaume-Uni. Cette bourse de commerce donne quotidiennement le prix du contrat à terme du ICE Futures Europe (Intercontinental Exchange) du gaz britannique. Le gaz au NBP est vendu, acheté et échangé en pence par therm. Le NBP est le 2ème marché le plus liquide en Europe et a une influence majeure sur le prix du gaz (en) des particuliers. Le NBP a un emplacement virtuel et non pas physique réel, ce qui le diffère du Henry Hub aux États-Unis.

## Équilibrage
Contrairement aux point virtuel d'échange de gaz d'Europe continentale tels que le Trading Region France, le Zeebrugge Hub (de) ou le Title Transfer Facility, les transactions effectuées au NBP ne doivent pas être équilibrées et il n'y a pas de pénalité fixe en cas de déséquilibre. Au lieu de cela, les expéditeurs en déséquilibre à la fin de la journée sont automatiquement équilibrés via la procédure de « cash-out » par laquelle l'expéditeur est automatiquement obligé d'acheter ou de vendre la quantité de gaz requise pour équilibrer sa position au prix d'achat ou de vente marginal du système pour ce jour-là. 
Ce processus d'encaissement n'est pas considéré comme une sanction au même titre que ceux imposés aux expéditeurs sur les marchés continentaux, car les prix d'encaissement sont souvent très proches du prix spot. 
Du fait de cette liquidité quotidienne du marché, le NBP du Royaume-Uni est fréquemment utilisé pour équilibrer la position d'un expéditeur sur le continent via l'interconnexion Bacton – Zeebrugge (en).

## National Grid plc
Le National Grid plc est le gestionnaire de réseau de transport de gaz et de l'électricité de la Grande-Bretagne. Pour l'utiliser, les expéditeurs doivent y nommer les quantités entrant et/ou sortant du réseau, et non l'itinéraire de transport que le gaz doit suivre physiquement. Le National Grid a le pouvoir d'équilibrer le système si les expéditeurs dans leur ensemble sont déséquilibrés. Ceci est réalisé en négociant sur le Système commercial OCM (voir ci-dessous) et en répercutant le coût sur les expéditeurs de gaz via le système de paiement. Lorsque le système est à court de gaz, il a tendance à faire monter le cours du NBP. Lorsque le système est long en gaz, le prix est forcé à la baisse. Cela peut offrir un environnement commercial avantageux à un expéditeur qui a des contrats de flux flexibles.

## Système commercial OCM
Les échanges au NBP sont effectués via le système d'échange OCM, un service d'échange anonyme géré par l'ICE ENDEXsur lequel peuvent être postées des offres ou des demandes de gaz à un prix désigné. La quantité minimale de gaz pouvant être négociée sur l'OCM est de 4 000 therms, donc si la position d'un expéditeur est plus ou moins un volume inférieur à 4 000 therms, il peut être contraint de simplement laisser son solde à percevoir.